# Alessandro Livi
Alessandro Livi (nacido el 13 de enero de 1982; Milán Italia) es un futbolista italiano. Pasó toda su carrera profesional en la Serie C2.

## Biografía
Livi comenzó su carrera en  Internazionale. Jugó en el  Primavera Team (Equipo de la Juventud Sub-20) en 2001 Torneo di Viareggio. A continuación, a la izquierda de Fiorenzuola y Meda en calidad de cedido.
En el verano de 2003, se vio involucrado un acuerdo de intercambio con AC Milan, en el que Livi, Salvatore Ferraro, José Ticli y Marco Varaldi se trasladaron al AC Milan, Matteo Giordano, Ronny Diuk Toma,  Simone Brunelli y Matteo Deinite se mudaron al Inter. 
Más tarde, el acuerdo fue criticado por la prensa que hizo ganancias de falso balance, como los honorarios de la transferencia que se pagaron mediante el reproductor del intercambio, pero en el balance, el valor nominal puede ser ajustado por dos clubes. 
La táctica se utiliza habitualmente para hacer los gastos de transferencia más grande en el fútbol italiano.
Livi fue cedido al  Legnano durante dos temporadas. En junio de 2005, el AC Milan compró todos los derechos de registro se mantienen, y envió a Livi a Lecco. En el verano de 2006, se trasladó a Rovigo y terminó su carrera profesional allí.

## Carrera en televisión
| Año  | Programa                     | Cadena    | Papel/Rol    | Notas                          |
| ---- | ---------------------------- | --------- | ------------ | ------------------------------ |
| 2012 | Gran Hermano 12+1            | Telecinco | Participante | 4.º finalista                  |
| 2012 | Gran Hermano: La Re-Vuelta   | Telecinco | Participante | Ganador                        |
| 2013 | ¡Mira quién salta!           | Telecinco | Participante | 10.º eliminado                 |
| 2020 | La Isla de las Tentaciones 2 | Telecinco | Participante | Elige continuar con su pareja. |